# Liste der Torhüter mit Zu-Null-Spiel-Serien in der Fußball-Bundesliga
Die Liste der Torhüter mit Zu-Null-Spiel-Serien in der Fußball-Bundesliga führt die besten Torhüter mit den meisten Zu-Null-Spiel Serien seit deren Gründung 1963/64 auf. Die noch aktuell spielenden Torhüter in der Liste sind fett gedruckt. Gezählt werden die tatsächlichen Spielminuten, also inkl. Nachspielzeiten.
Timo Hildebrand vom VfB Stuttgart führt die ewige Tabelle mit 82 Spielminuten Vorsprung an.
Stand: 27. Spieltag 2024/25
| Platz | Torhüter        | Verein            | Minuten ohne Gegentor (Serie) | Saison              |
| ----- | --------------- | ----------------- | ----------------------------- | ------------------- |
| 1     | Timo Hildebrand | VfB Stuttgart     | 884                           | 2002/03 bis 2003/04 |
| 2     | Oliver Kahn     | FC Bayern München | 802                           | 2002/03             |
| 3     | Manuel Neuer    | FC Bayern München | 770                           | 2011/12             |
| 4     | Oliver Kahn     | FC Bayern München | 736                           | 1998/99             |
| 5     | Manuel Neuer    | FC Bayern München | 688                           | 2014/15             |
| 6     | Finn Dahmen     | FC Augsburg       | 685                           | 2024/25             |
| 7     | Koen Casteels   | VfL Wolfsburg     | 673                           | 2020/21             |
| 8     | Oliver Reck     | Werder Bremen     | 640                           | 1987/88             |
| 9     | Tim Wiese       | Werder Bremen     | 619                           | 2009/10             |
| 10    | Manuel Neuer    | FC Bayern München | 619                           | 2014/15             |
| 11    | Noah Atubolu    | SC Freiburg       | 609                           | 2024/25             |
| 12    | Uli Stein       | Hamburger SV      | 602                           | 1985/86             |
| 13    | Jens Lehmann    | FC Schalke 04     | 597                           | 1996/97             |
| 14    | Manuel Neuer    | FC Bayern München | 577                           | 2012/13             |